# Paroruza
Paroruza là một chi bướm đêm thuộc họ Noctuidae.